# 刘梦楫
刘梦楫，直隶庆云县（今山东庆云县）人，清朝政治人物。举人出身。
刘梦楫曾于1729年接替陆廷枢任华亭县知县一职，1732年由朱元丰接任。